# 에하브 갈랄
에하브 갈랄(이집트 아랍어: إيهاب جَلال, Ehab Galal, 1967년 8월 14일 ~ 2024년 9월 11일)는 이집트의 전직 축구 선수이자 축구 지도자로 활동 했다.